# Wiwibloggs
Wiwibloggs — фан-сайт і YouTube-канал, присвячені Пісенному конкурсу Євробачення й запущені 2009 року журналістом Вільямом Лі Адамсом.

## Історія
Wiwibloggs був заснований 2009 року як сайт, присвячений новинам та подіям Євробачення.
У квітні 2015 року Wiwibloggs переміг у категорії «Мистецтво та культура» на UK Blog Awards.
Вільям Лі Адамс брав участь у національних відборах у низці країн, серед яких Вірменія (2017), Білорусь (2020), Фінляндія (щороку між 2017 і 2021 роками), Німеччина (як член журі-фанатів зі 100 осіб, 2019), Норвегії (2017—2018), Румунії (2019, разом із іншим кореспондентом Wiwibloggs Дебаном Адеремі) та Іспанії. Співробітники Wiwibloggs також були серед журі відборів Латвії та Португалії. У деяких випадках місцеві ЗМІ критикували їхню роль, коли фаворити телеглядачів отримували низькі бали від журі.
Під час Пісенного конкурсу Євробачення 2016 Адамс та Адеремі були спеціальними гостями Studio Eurovision, шоу попереднього перегляду конкурсу від шведської телекомпанії SVT. Окрім цього, Адамс також мав епізодичну роль самого себе у фільмі «Пісенний конкурс Євробачення: Історія вогненної саги» (2020).

## Команда
Команда Wiwibloggs має понад 40 кореспондентів з різних країн, серед яких Австралія, Болгарія, Данія, Фінляндія, Грузія, Німеччина, Ісландія, Ірландія, Ізраїль, Італія, Мальта, Нідерланди, Нова Зеландія, Норвегія, Португалія, Румунія, Іспанія, Швеція, США, Велика Британія.